# Scanning-tunnelmikroskopi
Scanning-tunnelmikroskopi (STM) er en metode, der bruges til at danne billeder af overfladen på et metal eller en halvleder med så høj opløsningsevne, at det er muligt at skelne enkelte atomer. STM blev opfundet i årene omkring 1981 ved IBM i Zürich, og opfinderne Gerd Binnig og Heinrich Rohrer modtog nobelprisen i fysik for opfindelsen i 1986.
Et STM virker ved at bevæge en meget skarp metalspids langs den overflade, der undersøges. Ved at påføre en spændingsforskel mellem spids og overflade skabes en lille elektrisk strøm imellem de to emner. Denne strøm afhænger kraftigt af afstanden mellem spidsen og overfladen og ved at måle strømmen, kan afstanden bestemmes helt ned til 0,01 nanometer. Et STM udnytter den kvantemekaniske effekt kaldet tunnelering, der tillader de elektroner, der udgør strømmen, at tunnelere mellem spidsen og overfladen uden at disse er i kontakt med hinanden. Tunnelstrømmen er målbar så længe afstanden ikke er større end ca. 1 nm.
Et STM anvendes ofte ved konstant strøm (engelsk: constant current mode), hvor metalspidsen bevæges hen over overfladen, og højden justeres løbende for at holde strømmen konstant. I mange tilfælde vil justeringen af metalspidshøjden svare til topografien af overfladen, men i andre tilfælde er det mere kompliceret. F.eks. afhænger strømmen af elektroner, udover afstanden mellem metalspidsen og overfladen, også af hvilket materiale overfladen beståer af. Den målte højde for forskellige slags atomer kan således ikke altid sammenlignes direkte, hvorfor en målt højde ofte kaldes for en tilsyneladende højde (engelsk: apparent height).

## Manipulation
En særlig teknik, der kan benyttes med instrumentet, går ud på at manipulere enkelte atomer, dvs. flytte dem fra ét sted til et andet sted på overfladen. Et af de første eksempler gik ud på at skrive navnet IBM med xenonatomer på overfladen af en nedkølet nikkelkrystal i 1990. Man håber, at kunne benytte teknikken inden for nanoteknologi. 